# Psycho Mantis
Psycho Mantis  (サイコ・マンティス?, Saiko Mantisu) è un personaggio della serie di videogiochi Metal Gear che fa la sua prima apparizione in Metal Gear Solid, pubblicato nel 1998, come boss da affrontare, ed appare successivamente anche in altri capitoli della saga.
Alto 190 cm, Psycho Mantis possiede poteri paranormali come la psicocinesi e la telepatia. È uno degli antagonisti principali di Metal Gear Solid, e fa parte delle forze speciali FOXHOUND guidate dal carismatico leader, Liquid Snake. Nel gioco finisce per appoggiare i piani di quest'ultimo e organizzare una rivolta contro il governo federale degli Stati Uniti d'America, sull'isola di Shadow Moses, arrivando a scontrarsi con Solid Snake, lì sopraggiunto per risolvere la situazione. Ricorrerà dunque all'uso dei propri micidiali poteri non solo per mettere in serie difficoltà Snake, ma anche per frantumare la quarta parete e attaccare virtualmente il giocatore, in modi imprevedibili.
Personaggio unico nel suo genere, grazie alle proprie doti psichiche, al suo aspetto inquietante e al suo particolare modo di "eludere" l'interfaccia uomo-macchina, Psycho Mantis è stato ed è spesso citato dalla critica e dal pubblico come uno dei migliori e più originali cattivi della storia dei videogiochi; il duello tra lui e Solid Snake in Metal Gear Solid è inoltre considerato uno dei migliori momenti della storia videoludica. Psycho Mantis è anche tra i cinque personaggi preferiti dal creatore stesso della serie, Hideo Kojima.

## Sviluppo del personaggio

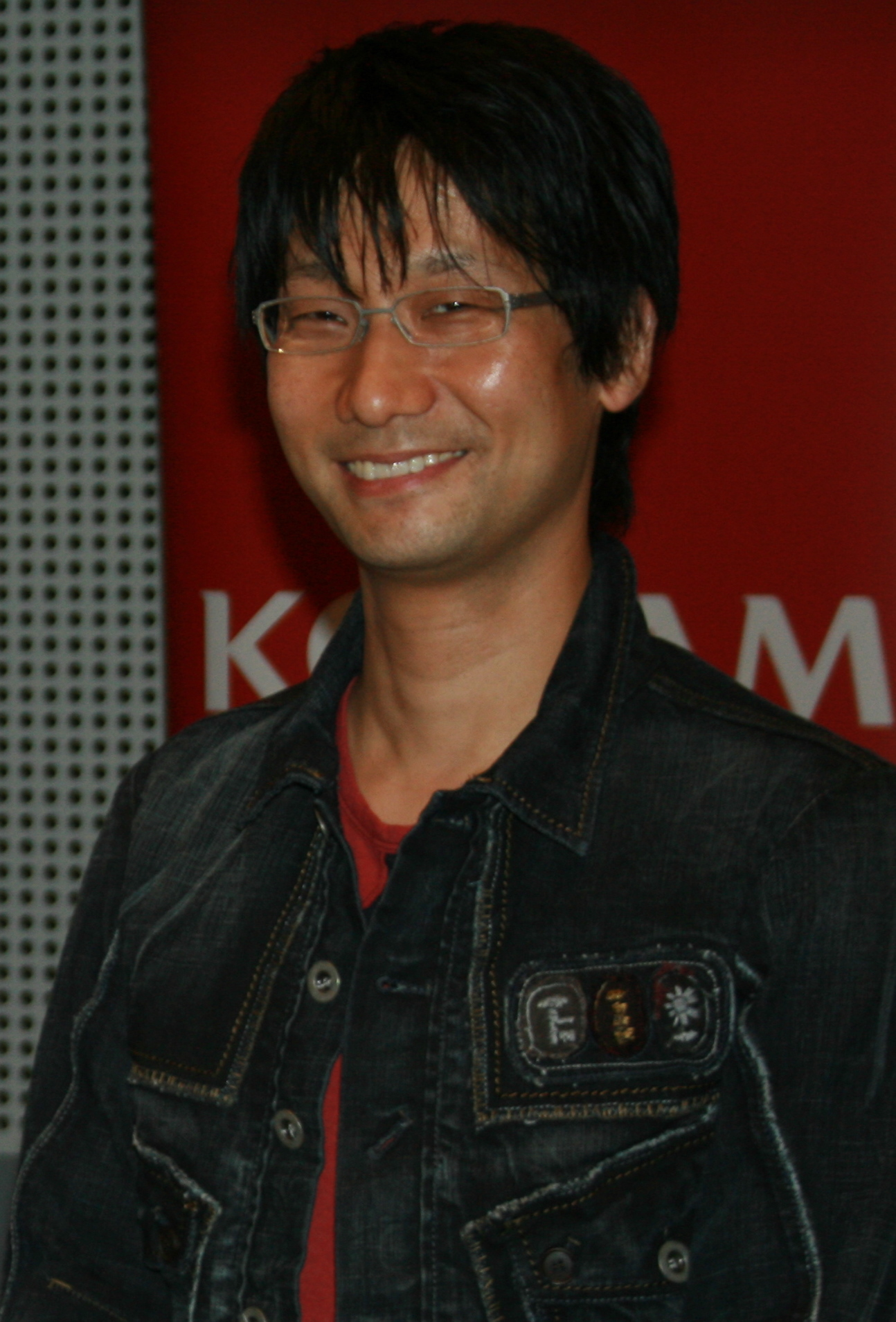
Il creatore di Psycho Mantis e di Metal Gear Solid, Hideo Kojima.

Hideo Kojima ha parlato della creazione di Psycho Mantis, ammettendo: «Bisogna riconoscere che personaggi con poteri psichici sono stati a lungo uno stereotipo comune nel cinema, nei romanzi e negli anime. Dunque la sfida, per me, era quella di esprimere la sua capacità psichica in un modo che non fosse mai stato fatto prima. [...] Ho voluto trasmettere questa capacità in un modo che non poteva essere realizzato nel cinema o nei libri. Ho voluto creare qualcosa che fosse unico per il medium videoludico, sotto forma di un boss psichico»; ha inoltre aggiunto: «Ho espresso questa capacità attraverso l'analisi delle statistiche del giocatore, da parte di Mantis, fino al momento dello scontro - quali percorsi aveva scelto, quante volte era stato scoperto, quante volte aveva fatto game over e così via».

Psyco Mantis altera la realtà di gioco in Metal Gear Solid, rompendo la quarta parete e fingendo di provocare uno scambio di interfaccia video, su un fantomatico segnale HIDEO.

Kojima ha inoltre rivelato di come Psycho Mantis sia la personificazione del microprocessore della PlayStation, che conosce ogni mossa ed ogni statistica del giocatore, cercando di infondere in quest'ultimo un senso di disagio e paura, ed una mancanza di fiducia nelle proprie possibilità di avere la meglio sul boss. Il passo successivo, secondo Kojima, sarebbe stata la capacità di Mantis di poter scavare nelle esperienze videoludiche passate del giocatore, tramite l'analisi della memory card della PlayStation, allo scopo di definire i gusti di quest'ultimo e rievocare ricordi di titoli giocati in precedenza. Kojima volle, almeno inizialmente, introdurre una reazione di Mantis a quasi tutti i videogiochi del parco titoli di PlayStation, ma evidentemente questa possibilità venne stroncata dall'eccessivo allungamento delle tempistiche di sviluppo, riducendo quindi il numero di videogiochi identificabili dal boss esclusivamente a quelli di Konami.
Per le capacità di psicocinesi di Mantis, Kojima pensò ad un modo di infrangere realmente la quarta parete con il giocatore, facendo vibrare il DualShock, la periferica di controllo esterna, secondo i movimenti del boss proiettato all'interno dello schermo, aggiungendo a questo la capacità di non essere colpito in quanto, grazie alla periferica collegata, Mantis era virtualmente in grado di prevedere i movimenti del giocatore, costringendo quest'ultimo a spostare l'input del controller sulla porta di collegamento secondaria. Nella sua visione d'insieme, Kojima escogitò anche un metodo alternativo di sconfiggere Mantis, qualora la porta di collegamento secondaria fosse stata inutilizzabile: dopo essere stato sconfitto, per il giocatore sarebbe stato sufficiente sparare alle due statue con il calco del viso del boss, ai lati della stanza dove si svolgeva lo scontro, così da far perdere la concentrazione a Mantis e permettere di batterlo.
Per Hideo Kojima tutto questo avrebbe dovuto rappresentare la massima espressione del gameplay e dell'ingegno del giocatore nel cercare una soluzione ad una situazione senza speranza, contro un boss apparentemente onnisciente ed imbattibile; ed ha infine commentato: «Questo mostra al giocatore, che il videogioco non è limitato ai confini dello schermo, ma si estende fino ad includere l'ambiente, che contiene lo schermo e il sistema di gioco stesso».
Kojima ha ammesso che la posa di Psycho Mantis, durante la levitazione, gli è stata suggerita dal film Fury di Brian De Palma.

## Storia

### Background biografico
Psycho Mantis nacque in un piccolo villaggio in Unione Sovietica; sua madre morì durante il parto e per questo motivo suo padre iniziò a covare odio e risentimento nei confronti del figlio. Mantis scoprì le vere emozioni del padre un giorno, quando per caso lesse la sua mente, scoprendo i propri poteri, e spaventato dal fatto che il genitore volesse ucciderlo, per colpa dello shock di questa rivelazione, causò accidentalmente la morte di tutti gli abitanti del suo villaggio.
Da giovane venne reclutato dal KGB, dove lavorò nella divisione psichica dell'intelligence sovietica. Dopo la dissoluzione dell'Unione Sovietica, Mantis viaggiò fino negli Stati Uniti d'America, dove venne arruolato dall'FBI e iniziò a lavorare, su molti casi, come investigatore specializzato nella psicometria. Il suo compito era quello di entrare nella mente dei possibili sospettati di un omicidio e scoprire la verità, ma quando scavava troppo nella personalità di un determinato assassino, modificava la propria mente facendola pericolosamente avvicinare a quella del criminale. Un giorno questo processo di immedesimazione risultò irreversibile e Mantis finì per assimilare la mente di uno dei tanti serial killer, arrivando a commettere egli stesso un omicidio.
Dopo questo Mantis fuggì dall'FBI e si dette alla latitanza, lavorando come mercenario ed offrendo i propri servigi di spia psichica al miglior offerente, fino al suo ritorno negli Stati Uniti d'America per essere reclutato nella squadra speciale FOXHOUND.

### InMetal Gear Solid
Assieme al resto della squadra FOXHOUND, Mantis operò sotto la guida di Liquid Snake e prestò servizio sull'isola-fortezza di Shadow Moses in Alaska. Lì, nel 2005, partecipò alla rivolta organizzata da Liquid Snake e Revolver Ocelot contro il governo federale degli Stati Uniti d'America, prendendo in ostaggio il capo della DARPA, Donald Anderson, ed il presidente del consiglio di amministrazione della ArmsTech, Kenneth Baker, che si trovavano sul luogo per esaminare i risultati dei test di una nuova e formidabile arma, un mecha bipede armato di un missile balistico intercontinentale stealth chiamato Metal Gear REX. Mantis utilizzò i suoi poteri per praticare il lavaggio del cervello al resto dei soldati presenti nella base di Shadow Moses, rendendoli fedeli alla propria causa, mentre la FOXHOUND chiese un riscatto al governo americano, minacciando di utilizzare il REX se le loro condizioni non fossero state soddisfatte; allo scopo di ottenere i codici di attivazione dell'arma, Mantis ebbe il compito di penetrare nella mente di Anderson, ma fallì a causa degli impianti di isolamento psichico installati all'interno del cranio dell'uomo.
Psycho Mantis finì inevitabilmente con l'affrontare Solid Snake, sopraggiunto a Shadow Moses per risolvere la delicata questione; prese il controllo della giovane Meryl Silverburgh per rivoltarla contro Snake, ma venne comunque sconfitto da quest'ultimo. Ormai morente raccontò del suo passato a Snake, prima di rivelargli il percorso per arrivare al Metal Gear; negli ultimi istanti di vita Mantis percepì in Snake lo stesso vuoto esistenziale che aveva attanagliato la propria esistenza per molto tempo, ma notò come, alla fine, era riuscito ad usare i propri poteri per aiutare qualcun altro. Anche dopo la sua morte, i poteri di Mantis continuarono a permanere a Shadow Moses.

### InGuns of the PatriotseThe Phantom Pain
Durante gli eventi di Metal Gear Solid 4: Guns of the Patriots, l'energia psichica di Psycho Mantis, rimasta dopo la sua morte, viene utilizzata per controllare le emozioni delle quattro B&B, e in particolare i suoi pensieri manovrano Screaming Mantis.
La probabile ricomparsa di Psycho Mantis in Metal Gear Solid V: The Phantom Pain fu annunciata oltre due anni prima l'uscita del gioco. Nel prologo Metal Gear Solid V: Ground Zeroes il personaggio compare durante la missione speciale Déjà Vu. In Metal Gear Solid V: The Phantom Pain compare un personaggio con una maschera antigas chiamato "Ragazzo fluttuante" o "Tretij Rebenok", nome che in russo significa "Terzo ragazzo". Trattandosi di un capitolo prequel e considerati i suoi strani poteri e il legame instaurato nel corso della storia con Eli, si ipotizza sia Psycho Mantis da giovane.

## Impatto culturale ed eredità videoludica
Per tutte le sue particolari caratteristiche, dall'aspetto fisico, passando per la storia, ed arrivando al fulcro del gameplay, l'impatto che Psycho Mantis ha lasciato sulla comunità PlayStation, su Metal Gear Solid stesso e sulla storia dei videogiochi in generale è stato notevole.
Viene infatti spesso citato tra i migliori e più iconici boss della storia videoludica. IGN ha inserito Psycho Mantis all'8º posto nella lista dei 100 Migliori cattivi dei videogiochi, affermando: «Psycho Mantis ha attaccato il giocatore su tutti i fronti. Ha giocato mentalmente con il giocatore e con le emozioni sviluppate nei confronti di Meryl Silverburgh, utilizzando la psicocinesi per tirargli addosso ogni oggetto possibile. Eppure una volta sconfitto, l'unica cosa visibile è un volto appassito e costernato di dolore, che nonostante tutto ciò che ha fatto è in grado di far sentire chi gioca in dispiacere per lui. Questo è un vero cattivo».
Hideo Kojima stesso ha citato Mantis come uno dei suoi personaggi preferiti della serie Metal Gear, assieme ad altri come The Sorrow e The End. Inoltre lo scontro con Psycho Mantis viene fatto rientrare spesso tra i più grandi momenti della storia dei videogiochi e tra le più significative boss-battle di sempre.
Gli apprezzamenti per questo personaggio sono arrivati anche fuori dall'ambito di sviluppo videoludico: il noto regista messicano Guillermo del Toro ha infatti ammesso che la battaglia contro Mantis è stato il momento, di Metal Gear Solid, in cui il videogioco ha dimostrato di poter trascendere la propria forma.